# 本多良之助
本多 良之助（ほんだ りょうのすけ）は、江戸時代後期から明治時代の人物。下野宇都宮藩の藩士。

## 生涯
文政7年（1824年）、宇都宮藩士（普請方小頭）本多国太夫の長男として誕生した。
文政12年（1830年）12月8日、父・国太夫が藩の同僚である鈴木忠左衛門に殺害された。鈴木は郷士の出で剣術に優れていたが、戸田家中の御前試合において国太夫に敗れて出世の望みを絶たれたことを逆恨みし、後日、国太夫を宇都宮城下の自宅屋敷に迎えて酒を勧め、酔ったところを斬殺し、妻とともに逐電した。このため鈴木・本多両家は家名断絶となり、残された家族は貧しい生活を余儀なくされた。
天保9年（1838年）に元服する。日光などで数年間の修行を積み、敵の鈴木を捜すため東北地方や北関東を歩き回った。母方の遠縁の政五郎が商いで各地を歩いていることから、これを道案内に仇を探す旅に出たという。その後、常陸水戸藩付近の大串村に鈴木らしい男がいるという情報を得て、天保11年（1840年）6月19日に大串村の古寺の宝性院に潜み、鈴木が早朝に洗面のため井戸端に出てきたところを床下から飛び出し、名乗って討ち果たした。仇討ち後、政五郎とともに村役人のもとに出頭し、連絡を受けた水戸藩では役人を現地に派遣して事情聴取を行ない、鈴木の妻から確認をとって遺骸を塩詰めにして戸田家に知らせた。戸田家でも鈴木の顔を知っている家臣を派遣して検分し、間違いないことを確認して良之助の身柄を引き取った。
良之助は宇都宮に戻ると孝子として英雄扱いされた。藩主の戸田忠温からも喜ばれて目通りを許され、父より身分の高い中小姓に取り立てられた。明治30年（1897年）に死去。